# Kana (popgroep)
Kana is een Franse reggae-popgroep.
In België zijn ze in 2003 bekend geworden met het nummer Plantation. In Wallonië kwam het nummer op 1 te staan, in Vlaanderen op 4. Ook in Frankrijk scoorde het nummer goed.

## Discografie

### Singles
| Single met hitnotering(en) in de Vlaamse Ultratop 50 | Datum van verschijnen | Datum van binnenkomst | Hoogste positie | Aantal weken | Opmerkingen |
| ---------------------------------------------------- | --------------------- | --------------------- | --------------- | ------------ | ----------- |
| Plantation                                           | 2003                  | 03-05-2003            | 4               | 18           |             |